# هازلهورشت
هازلهورشت (به آلمانی: Berlin-Haselhorst) یک منطقهٔ مسکونی در آلمان است که در Spandau واقع شده‌است. هازلهورشت ۱۳٬۶۹۰ نفر جمعیت دارد.